# Ludwika Amber
Ludwika Amber (ur. 1948 w Kowarach) – polska poetka, prozaik, tłumaczka poezji australijskiej.

## Życiorys
W latach 1950–1969 mieszkała w Olsztynie. Pracowała jako nauczycielka z niewidomymi dziećmi w Laskach, następnie studiowała psychologię na Uniwersytecie Warszawskim. Należała do Solidarności. Od 1982 roku mieszka w Sydney.
Autorka publikowanych w Polsce i Australii tomików wierszy, opowiadań, przekładów poezji australijskiej, a także edytor antologii. Jej wiersze są tłumaczone na języki angielski, niemiecki, francuski i litewski. Prowadzi warsztaty literackie i współpracuje z czasopismem kulturalno–społecznym "Kurier Zachodni" (Perth, Australia). W styczniu 2004 r. czytała swoje wiersze w Operze Sydnejskiej podczas Festiwalu Kultury i Sztuki Polskiej POLART.

## Teatr
- "Goście jeszcze nadejdą" (1995) – adaptacja sceniczna poezji Ludwiki Amber, przedstawienia w Sydney i Melbourne (reżyseria: Stefan Mrowiński).
- Teatr Polskiego Radia w Warszawie: wiersze Ludwiki Amber "Pora kwitnienia", adaptacja: Iwona Smolka, reżyseria: Jan Kukuła (2006).

## Poezja
- Tamten brzeg (1990)
- Szybujący krajobraz (1990)
- Landscapes of the Memory (wydanie polsko-angielskie, 1991)
- Rozmowy z panią Drzewo (wydanie polsko-angielskie, 1994)
- Nadzieja i inne wiersze (1994)
- Na Ziemi pora kwitnienia (1994)
- Praktykowanie życia (1995)
- Ludzie i zwierzęta (1995/1996)
- Uśmiech do Boga (1995/1996)
- Our Territory (wydanie polsko–angielskie, 1997)
- Wędrujący ogród (1998)
- Delfiny (2000)
- Pora kwitnienia (wydanie polsko–niemiecko–angielskie, 2001)
- Ziemia Święta (2003)
- Drzewa na pustyni (2003)
- Australijska zima i inne wiersze (2006)

## Tłumaczenia
- Billabong. Poezja australijska (2001)

## Antologie
- Zielona zima. Antologia poezji polskiej w Australii (red. L. Amber, 1997)
- Many voices – szkice literackie (red. L. Amber, B. Collis, 2000)
- The Opening of Borders. Poems (red. R. Pretty, L. Amber, B. Collis, 2001)

## Nagrody
- wyróżnienie Związku Pisarzy na Obczyźnie (Londyn 1997) za wybór wierszy “Uśmiech Boga”
- nagroda literacka Związku Pisarzy na Obczyźnie (Londyn 2003) za twórczość poetycką i translatorską
- nagroda Fundacji Sztuki i wydawnictwa ANAGRAM (Warszawa 2005) za tomy wierszy “Drzewa na pustyni” i “Ziemia Święta”.